# Farakosius thaisae
Farakosius thaisae is een insect uit de familie van de vlinderhaften (Ascalaphidae), die tot de orde netvleugeligen (Neuroptera) behoort. 
Farakosius thaisae is voor het eerst wetenschappelijk beschreven door Michel in 1998.